# John Pål Inderberg

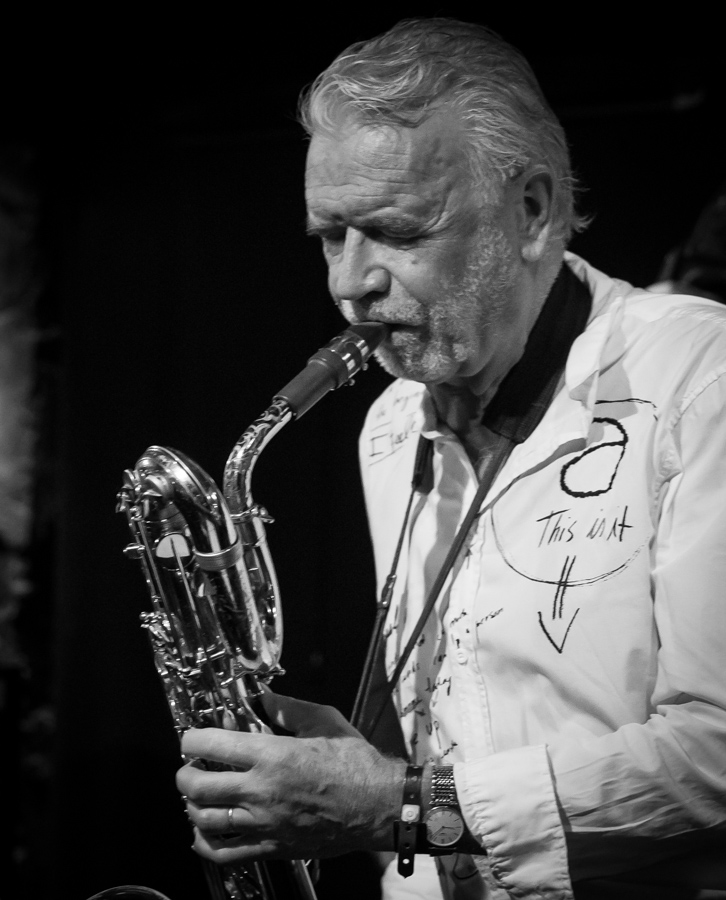
John Pål Inderberg, Oslo Jazzfestival 2016

John Pål Inderberg (* 6. August 1950 in Steinkjer) ist ein norwegischer Jazzmusiker (Saxophone).

## Leben und Wirken
Inderberg studierte an der Universität Trondheim; daneben spielte er in der Bodega Band, mit der 1973 erste Plattenaufnahmen entstanden. In den späten 70ern arbeitete er u. a. mit Bjørn Alterhaug und Gunnar Andreas Berg; 1981 tourte er mit Gil Evans & The Scandinavian Jazzensemble (bestehend aus u. a. Palle Mikkelborg, Albert Mangelsdorff, Eje Thelin, Bernt Rosengren, Juhani Aaltonen, Niels-Henning Ørsted Pedersen und Jon Christensen). In den 1980er-Jahren war er Mitglied des New Cool Quartet (mit Age Midtgaard, Bjørn Alterhaug, Espen Rud) und spielte mit Warne Marsh (In Norway/Sax of a Kind) und Bob Brookmeyer, im folgenden Jahrzehnt auch mit Lee Konitz (Steps Towards a Dream), ferner mit Jan Erik Vold und Knut Kristiansen. Im Bereich des Jazz war er von 1973 bis 2011 an 27 Aufnahmesessions beteiligt, u. a. auch mit Flettfrid Andrèsen, Heidi Skjerve, Trygve Hoff,
Silje Nergaard, Espen Rud, der Band Gluntan und dem Trondheim Jazz Orchestra. Er unterrichtete am Musikkonservatorium Trondheim. Er wurde 1990 mit dem Buddyprisen der norwegischen Jazzföderation geehrt, erhielt 2005 einen Gammleng-Preis sowie 2010 den Lindemanprisen.

## Diskographische Hinweise
- Baritone Landscape (Gemini)
- Sval Draum (Taurus)
- Radio Inderberg (AMP Music, 2020)